# Nuclear Blast
Nuclear Blast – niemiecka wytwórnia płytowa zajmująca się wydawaniem płyt oraz promocją wykonawców rockowych i metalowych z całego świata. Siedziba firmy znajduje się w Donzdorf.

## Historia
Wytwórnia została założona w 1987 roku – przez Marcusa Steigera. W tym samym roku wydana została pierwsza winylowa płyta (tzw. EPki) pod tytułem Senseless Death zespołu Blast (jeden z ulubionych zespołów twórcy wytwórni). Wytwórnia zaczyna promować zespoły hardcoreowe, takie jak: Attitude, Sacred Denial czy Impulse Manslaughter. W 1987 wydane zostały także płyty zespołów: Condemned, Impulse Manslaughter, Cancerous Growth, Sacred Denial i Stark Raving Mad. Pierwsza płyta sprzedała się w nakładzie 1000 egzemplarzy w ciągu roku.
W 1990 roku ukazały się płyty takich zespołów jak: Atrocity, Master oraz Incubus. Każda sprzedana została w ponad 30 000 egzemplarzach. Powyższe wydawnictwa przyczyniły się do ekspansji interesów wytwórni na cały świat oraz rozpowszechnieniu stylu deathmetalowego jako światowego trendu. W latach 1990–1993 ukazały się płyty Hypocrisy, Dismember i Kataklysm. Wkrótce potem katalog wytwórni został rozszerzony o zespoły Therion i Amorphis. W międzyczasie jednoosobowa wytwórnia została przekształcona w piętnastoosobowe przedsiębiorstwo z dywizją w USA. W latach 1994–1996 firma Nuclear Blast wydała płyty Highlights of Benediction – Trascend The Rubicon, Dissection – Storm of the Light’s Bane, Therion – Theli oraz In Flames – The Jester Race.
Rok później ukazały się płyty takich grup jak: Therion – A’arab Zaraq – Lucid Dreaming, Dimmu Borgir – Enthrone Darkness Triumphant, Crematory – Awake, In Flames – Whoracle. Swój album wydaje również Hammerfall. W tym roku wytwórnia ma na swoim koncie stustronicowy katalog albumów. W 1998 roku wytwórnia zorganizowała liczne koncerty zespołów Dimmu Borgir, Therion, The Kovenant czy Hammerfall. Powstał także sklep internetowy wytwórni. W 1999 roku kolejne albumy wydały m.in.: grupy Stormtroopers of Death, Suicidal Tendencies i Manowar. W 2000 roku ukazało się trzynaście płyt z logo Nuclear Blast w tym zespołów Hammerfall, Helloween czy Stratovarius.  W 2001 roku zostały wydane  albumy takie jak Primal Fear – Nuclear Fire i Children of Bodom – Follow the Reaper. Tego samego roku przedsiębiorstwo powołało oddział Rebelution Entertainment zajmujący się muzyką nowoczesną.
W 2002 roku zostały wydane płyty zespołów takich jak Immortal, Hypocrisy, Primal Fear, In Flames, Manowar czy Hammerfall. Wydane zostają również dwie płyty DVD zespołów Hammerfall i Dimmu Borgir. Powstało także biuro Nuclear Blast w São Paulo w Brazylii. Szybki rozwój przyczynił się do wzrostu zatrudnienia. Rok później niemiecki oddział liczył już 60 pracowników. Również w 2003 roku album Warriors of the World grupy Manowar sprzedał się w nakładzie 150 000 kopii przynosząc formacji złotą płytę.
4 września 2006 roku ukazał się album zespołu Blind Guardian pt. A Twist in the Myth. Tego samego roku kontrakt podpisały grupy Nile, Chimaira i Belphegor. 24 kwietnia 2007 roku nakładem Nuclear Blast ukazała się płyta Dimmu Borgir In Sorte Diaboli oraz Resurrection grupy Chimaira. Również w 2007 roku kontrakt z firmą podpisała polska grupa Decapitated oraz szwajcarska formacja Samael. Rok później polska formacja Behemoth podpisała umowę z europejską filią Nuclear Blast. W 2009 roku Vader jako trzeci z kolei polski zespół zasilił Nuclear Blast. W 2010 roku katalog Nuclear Blast uzupełniała formacja Sepultura. W 2013 do wytwórni dołączyły zespoły Soulfly i Machine Head.